# Gai Centeni
Gai Centeni (en llatí Caius Centenius) va ser un magistrat romà del segle iii aC.
Era propretor l'any 217 aC quan va ser enviat pel cònsol Gneu Servili Gemine des de la rodalia d'Ariminium amb 4.000 soldats per ajudar el seu col·lega Gai Flamini a Etrúria, a qui volia unir a les seves forces. Centeni va avançar per l'Úmbria i es va aturar per un pas estret prop del llac Plestí (anomenat així per la propera ciutat de Plèstia) però allí, després de la victòria d'Hanníbal a la batalla del llac Trasimè va ser atacat i derrotat per Maharbal, un dels oficials cartaginesos. Els soldats que no van morir es van refugiar dalt d'un turó, però es van haver de rendir l'endemà. Appià, que és l'únic autor que parla amb detall d'aquests fets, confon Gai Centeni amb Marc Centeni Penula.